# Likasi
Likasi (antiguamente en francés: Jadotville, en neerlandés: Jadotstad) es una ciudad de la provincia del Alto Katanga, en el sureste de la República Democrática del Congo.

## Clima
Likasi tiene un clima subtroopical húmedo (Köppen: Cwa).
| Parámetros climáticos promedio de Likasi | Parámetros climáticos promedio de Likasi | Parámetros climáticos promedio de Likasi | Parámetros climáticos promedio de Likasi | Parámetros climáticos promedio de Likasi | Parámetros climáticos promedio de Likasi | Parámetros climáticos promedio de Likasi | Parámetros climáticos promedio de Likasi | Parámetros climáticos promedio de Likasi | Parámetros climáticos promedio de Likasi | Parámetros climáticos promedio de Likasi | Parámetros climáticos promedio de Likasi | Parámetros climáticos promedio de Likasi | Parámetros climáticos promedio de Likasi |
| Mes                                      | Ene.                                     | Feb.                                     | Mar.                                     | Abr.                                     | May.                                     | Jun.                                     | Jul.                                     | Ago.                                     | Sep.                                     | Oct.                                     | Nov.                                     | Dic.                                     | Anual                                    |
| ---------------------------------------- | ---------------------------------------- | ---------------------------------------- | ---------------------------------------- | ---------------------------------------- | ---------------------------------------- | ---------------------------------------- | ---------------------------------------- | ---------------------------------------- | ---------------------------------------- | ---------------------------------------- | ---------------------------------------- | ---------------------------------------- | ---------------------------------------- |
| Temp. media (°C)                         | 21.4                                     | 21.5                                     | 21.5                                     | 20.9                                     | 18.6                                     | 16.2                                     | 15.9                                     | 18.1                                     | 21.3                                     | 22.8                                     | 22.3                                     | 21.7                                     | 20.2                                     |
| Precipitación total (mm)                 | 212                                      | 205                                      | 214                                      | 62                                       | 6                                        | 0                                        | 0                                        | 0                                        | 8                                        | 65                                       | 177                                      | 226                                      | 1175                                     |
| Fuente: Climate-Data.org                 |                                          |                                          |                                          |                                          |                                          |                                          |                                          |                                          |                                          |                                          |                                          |                                          |                                          |

## Demografía
Likasi tiene una población de alrededor 447.500 (2012). Durante la década de 1990 las Naciones Unidas instalaron centros médicos y reservas de comida para los refugiados que huían de la violencia étnica en Shaba, aumentando sustancialmente la población de la zona, la cual era de 41.000 habitantes.

## Historia
En 1961, durante la intervención de Naciones Unidas en el conflicto de Katanga, tropas irlandesas de la ONU desplegadas en Jadotville fueron forzadas a rendirse ante el primer ministro Moise Tshombe en el asedio de Jadotville.

## Economía
Likasi es un centro industrial, especialmente minero y es una central de transporte para la región circundante. Hay minas y refinerías que extraen y procesan cobre y cobalto. Existe también una mina de oro abandonada en Likasi, la cual ha sido casi totalmente explotada, aunque todavía hay mineros trabajando en ella.

## Transporte
Likasi está conectado con una estación al sistema nacional de ferrocarriles. La mayoría de los trenes son de carga.